# Venantas Lašinis
Venantas Lašinis (26 februari 1997) is een Litouws baanwielrenner, wegwielrenner en veldrijder die anno 2025 rijdt voor Energus Cycling Team.

## Carrière
In 2017 werd Lašinis nationaal kampioen tijdrijden bij de beloften. Later dat jaar won hij twee nationale titels op de baan: in zowel de individuele achtervolging als de puntenkoers was hij de beste. In de teamsprint werd hij, samen met Tomas Gembeckas en Artur Čeremisinov, derde. In 2018 voegde hij daar gouden medailles in de scratch en wederom de individuele achtervolging aan toe. Op de weg werd hij dat jaar derde in de Ronde van Iran, wat hem wel de overwinning in het jongerenklassement opleverde. Ook in 2019 won Lašinis twee gouden medailles tijdens de nationale kampioenschappen op de baan. In oktober 2021 werd hij, na twee zilveren medailles, nationaal kampioen veldrijden, voor Justas Beniušis en Domas Manikas.
In het seizoen 2022 werd Lašinis nationaal kampioen op de weg. Later dat jaar werd hij onder meer negende in de Baltic Chain Tour en nam hij deel aan de tijdrit op het wereldkampioenschap in Wollongong, waar hij op plek 33 eindigde.
In 2024 werd hij voor het eerst nationaal kampioen tijdrijden. In dat zelfde jaar maakte hij de overstap van Kaunas Cycling Team naar Energus Cycling Team.

## Baanwielrennen

### Palmares
| Jaar | LK                                                                  | EK | WK | Overig |
| ---- | ------------------------------------------------------------------- | -- | -- | ------ |
| 2017 | Achtervolging, Puntenkoers, Teamsprint                              |    |    |        |
| 2018 | Scratch, Achtervolging, Puntenkoers                                 |    |    |        |
| 2019 | Scratch, Puntenkoers, Omnium, Achtervolging, Afvalkoers, Teamsprint |    |    |        |
| 2020 |                                                                     |    |    |        |
| 2021 | Ploegenachtervolging, Scratch, Teamsprint                           |    |    |        |

## Veldrijden

### Palmares
| Categorie | Seizoen   | Wereldbeker | WK | EK | LK     | Overige | Totaal aantal zeges |
| --------- | --------- | ----------- | -- | -- | ------ | ------- | ------------------- |
| Elite     | 2019-2020 |             |    |    | Zilver |         | 0                   |
| Elite     | 2020-2021 |             |    |    | Zilver |         | 0                   |
| Elite     | 2021-2022 |             |    |    | Goud   |         | 1                   |
| Elite     | 2024-2025 |             |    |    | Goud   |         | 1                   |
| Elite     | Totaal    | 0           | 0  | 0  | 2      | 0       | 2                   |

## Wegwielrennen

### Overwinningen
2017
 Litouws kampioen tijdrijden, Beloften
2018
Jongerenklassement Ronde van Iran (Azerbeidzjan)
2022
 Litouws kampioen op de weg, Elite
2024
 Litouws kampioen tijdrijden, Elite
 Litouws kampioen op de weg, Elite

## Resultaten in voornaamste wedstrijden
|      | \| Jaar \| \| WK op de weg \| \| ---- \| \| ------------ \| \| 2022 \| \| opgave \| |              |
| Jaar |                                                                                     | WK op de weg |
| 2022 |                                                                                     | opgave       |

## Ploegen
- 2016 –  Staki-Baltik Vairas Cycling Team
- 2017 –  Staki-Technorama
- 2018 –  Staki-Technorama
- 2021 –  Lviv Continental Cycling Team
- 2022 –  Kaunas Cycling Team
- 2023 –  Kaunas Cycling Team
- 2024 –  Energus Cycling Team
- 2025 –  Energus Cycling Team

Ališauskas · Džervus · Lašinis · Maniušis · Račiūnas · Šiškevičius · Svetikas · Taučius · Videika
Jankauskas · Kaupas · Lašinis · Maculevičius · Punkrys · Račiūnas · Šiškevičius · Svetikas
Antanavičius · Čeremisinov · Gembeckas · Jankauskas · Lašinis · Pelaitis · Račiūnas · Rimkus · Šiškevičius · Valiukas